# پل بیا
پل بیا یا پائول بیا (به انگلیسی: Paul Biya) (زاده ۱۳ فوریه ۱۹۳۳)، سیاستمدار کامرونی که رئیس‌جمهور کامرون از ۶ نوامبر ۱۹۸۲ است. وی به عنوان دبیرکل ریاست جمهوری از سال ۱۹۶۸ تا ۱۹۷۵ و سپس به عنوان نخست‌وزیر کامرون از سال ۱۹۷۵ تا ۱۹۸۲ بود.
پل بیا در انتخابات ریاست جمهوری کامرون سال ۲۰۱۱، برای ششمین بار در مقام خود ابقاء شد. وی با کسب ۷۸ درصد آرا توانست پیروز شود. جان فرو اندی رهبر حزب مخالف (SDF) اصلی‌ترین رقیب بیا، موفق شد تا تنها ۱۰ درصد آرا را به خود اختصاص بدهد.
پل بیا در سال ۲۰۱۸، برای هفتمین بار، پیروز انتخابات ریاست جمهوری کامرون شد.
پس از مرگ الیزابت دوم، ملکه بریتانیا در ۸ سپتامبر ۲۰۲۲، پل بیا با دارا بودن ۹۲ سال سن (۲۰۲۵)، پیرترین رهبر بر مسند قدرت در جهان است.